# Bembix capicola
Bembix capicola  (лат.) — вид песочных ос рода Bembix из подсемейства Bembicinae (Crabronidae). Обнаружены в южной Африке: Ботсвана, Зимбабве, Намибия, ЮАР. Среднего размера осы: длина тела около 2 см. Тело коренастое, чёрное с развитым жёлтым рисунком. Лабрум вытянут вперёд подобно клюву. В качестве жертв отмечены мухи Sarcophagidae, Syrphidae, Calliphoridae, Muscidae. Вид был впервые описан в 1893 году австрийским энтомологом Антоном Хандлиршом (Anton Handlirsch, 1865—1935) по материалам из Южной Африки
.